# DC工作室
DC工作室（英語：DC Studios，前称“DC影業”）是一間設在美國加利福尼亞州柏本克的公司，隸屬於華納兄弟和DC娛樂旗下的一個部門，而兩者都屬於華納媒體所擁有。2022年10月，华纳兄弟探索完成整合，DC影业被DC工作室取代。

## 管理層

### 當前
- 詹姆斯·岡恩（James Gunn，联合主席兼联合首席执行官；2022年11月至今）[1]
- 彼得·萨弗兰（Peter Safran，联合主席兼联合首席执行官；2022年11月至今）[1]
- 翠懷恩·農（Chantal Nong，副總裁；2018年2月至今）[3]

### 先前
- 濱田沃特（總裁；2018年1月至2022年10月19日）[4]
- 強·柏格（Jon Berg，前副總裁和聯合主席；2016年5月至2017年12月）[5]
- 傑夫·強斯（聯合主席；2016年5月至2018年6月）[5][6][7]

## 外部連結
- 官方网站
- DC Films（页面存档备份，存于） on Facebook